# Liste der Monuments historiques in Vouziers
Die Liste der Monuments historiques in Vouziers führt die Monuments historiques in der französischen Gemeinde Vouziers auf.

## Liste der Immobilien
| Bezeichnung        | Beschreibung            | Standort                          | Kennzeichnung | Schutzstatus | Datum | Bild           |
| ------------------ | ----------------------- | --------------------------------- | ------------- | ------------ | ----- | -------------- |
| Kirche St-Maurille | ab dem 15. Jahrhundert  | Vouziers, 2 rue Taine (Lage)      | PA00078545    | Classé       | 1913  | weitere Bilder |
| Kirche St-Maurice  | 15. und 16. Jahrhundert | Vrizy, place Jean Coignart (Lage) | PA00078546    | Classé       | 1920  | weitere Bilder |

## Liste der Objekte
| Bezeichnung                     | Beschreibung                                                                               | Standort                                   | Kennzeichnung | Schutzstatus | Datum | Bild |
| ------------------------------- | ------------------------------------------------------------------------------------------ | ------------------------------------------ | ------------- | ------------ | ----- | ---- |
| Gemälde Madonna mit Kind        | Ölfarbe auf Leinwand, Anfang des 17. Jahrhunderts, aus der Werkstatt des Georges Lallemant | Vouziers, in der Kirche St-Maurille (Lage) | PM08000669    | Classé       | 1995  |      |
| Skulptur Madonna mit Kind       | auch Madonna mit Zöpfen; Holz, 16. Jahrhundert; in der Mairie deponiert                    | Vouziers, in der Kirche St-Maurille (Lage) | PM08001293    | Classé       | 2010  |      |
| Skulptur Heilige Avia           | Holz, 14. Jahrhundert; in der Mairie deponiert                                             | Chestres, in der Kirche Notre-Dame (Lage)  | PM08000147    | Classé       | 1935  |      |
| Grabstein für Baudouin de Vandy | Stein, bezeichnet 1275                                                                     | Vouziers, in der Kirche St-Maurille (Lage) | PM08000607    | Classé       | 1935  |      |